# Ernesto Fernández
Ernesto José Fernández (Villa Constitución, 19 de marzo de 1966) es un eclesiástico católico argentino. Es el obispo auxiliar de Rosario, desde mayo de 2023.

## Biografía
Ernesto José nació el 19 de marzo de 1966, en la ciudad argentina de Villa Constitución. Es el mayor de tres hermanos.
Ingresó en el Seminario Menor, donde cursó los últimos años de formación primaria y toda la secundaria.
Completó sus estudios eclesiásticos en el Seminario Arquidiocesano de Rosario.
Tras realizar estudios en la Facultad de Teología de la Universidad Católica Argentina, obtuvo el bachillerato en Teología.

### Sacerdocio
Su ordenación sacerdotal fue el 13 de diciembre de 1990, incardinándose en la arquidiócesis de Rosario.
Como sacerdote ha desempeñado los siguientes ministerios:
- Vicario parroquial de Ntra. Sra. del Carmen, en Pérez (1991).
- Párroco de María Mediadora de todas las Gracias, en Rosario (1995).
- Capellán de las Hermanas Siervas de María en Rosario (2000).[4]
- Párroco de Ntra. Sra. del Carmen, en Funes (2004).
- Decano del Decanato Oeste (2006-2009).
- Director de la Escuela arquidiocesana de Ministerios (2006-2018).
- Párroco de San Pedro Apóstol, en Cañada de Gómez (2013-2020).[5]
- Asesor del Movimiento de Schoenstatt en Rosario (2014-2018).
- Miembro del Consejo Presbiteral (2006-2009; 2015-2023).
- Párroco de Ntra. Sra. de la Merced, en Rosario (2020-2023).[6]
- Vicario episcopal para la Pastoral (2017-2023).[7]
- Miembro ex officio del Consejo Episcopal (2017-2023).[8]
- Miembro ex officio del Consejo de Órdenes (2017-2023).[8]
- Miembro de la Comisión para la Formación permanente del Clero (hasta 2023).

También es miembro del Instituto de Sacerdotes Diocesanos de Schoenstatt.

### Episcopado
El 31 de mayo de 2023, el papa Francisco lo nombró obispo auxiliar de Rosario, junto a Fabián Belay. También lo nombró obispo titular de Deultum.
Además de su escudo, escogió como lema la frase: "El que me ha visto, ha visto al Padre".
Fue consagrado el 4 de agosto del mismo año, en la Parroquia María Auxiliadora de Rosario; a manos del arzobispo Eduardo Martín.